# Babylonisch
Dit artikel of overzicht is mogelijk incompleet; u kunt helpen door het uit te breiden.
Het Babylonisch was naast het Assyrisch een van de twee belangrijkste dialecten van het Akkadisch.
Het Babylonisch is een dode taal. De ontwikkeling ervan is onderverdeeld in de volgende fasen:
- Oud-Babylonisch (ca. 2000 tot 1600 v.Chr.), ook wel "klassiek Babylonisch" genoemd. Deze fase eindigt met het einde van de 1ste Babylonische dynastie. In deze periode werd ook de Codex Hammurabi opgesteld.
- Midden-Babylonisch (ca. 1600 tot 1100 v.Chr.). Het Babylonisch gebruikt ten tijde van de Kassitische overheersing.
- Neo-Babylonisch (ca. 1100 tot 600 v.Chr.). Deze fase duurde tot aan de ondergang van het Assyrische Rijk in 605 v.Chr.
- Laat-Babylonisch (ca. 600 v.Chr. tot aan de millenniumwisseling).[bron?]